# Mundharmonika
Mundharmonika eller mundharpe er et lille instrument, hvor tonedannelse sker ved, at en luftstrøm sætter et lille stykke metal i svingninger. Længden og tyngden af metalstykket er afgørende for, hvilken tone der fremkommer. Den blev opfundet af tyskeren Christian Friedrich Ludwig Buschmann (17 June 1805 – 1 October 1864) i 1828 på baggrund af forsøg, han allerede gjorde som 16-årig. Han kaldte den mund-æoline. 
Mundharmonikaen består af en række huller. For hvert hul kan man enten puste eller suge. Der fremkommer en tone, når man suger og en anden, når man puster.
Mundharmonikan er særligt populær inden for musikgenrer som country og blues, men benyttes også ofte i rock og pop.
Virksomheden Hohner er den førende producent af mundharmonikaer.

## Typer af mundharmonikaer
Diatonisk mundharmonika
Denne type mundharmonika er stemt i en toneart, f.eks. C-dur. Skal man spille i en anden toneart, bliver man nødt til at skifte mundharmonika. Akkompagnementet til en sådan mundharmonika skal lægges på dominanten til mundharmonikaens toneart.
En diatonisk mundhamonika har typisk 10 huller, hvilket i princippet giver 20 toner til rådighed. Dog er der et enkelt overlap, hvilket giver 19 forskellige toner til rådighed. Dette overlap skyldes et ønske om at kunne spille en række af toneartens mest brugte akkorder.
Denne type mundhamonika er den mest brugte mundhamonika i genrer som blues, country og rock.
Kromatisk mundharmonika, hvor man kan spille alle 12 toner, og derved kan spille alle tonearter uden at skulle skifte mundharmonika. Dette opnås ved at have en knap, man trykker ind for at få halvtonerne til rådighed.
Denne type mundharmonika er særligt brugt i jazz, hvor Toots Thielemans må betragtes som den ukronede konge inden for jazzmundharmonika. Stevie Wonder spiller også ofte mundharmonika og betragtes af mange som den mundharmonikaspiller, der har den bedste lyd på en kromatisk mundharmonika. Enkelte blues-mundharmonikaspillere som f.eks. Little Walter har ved lejlighed brugt den kromatiske mundharmonika.
En kromatisk mundharmonika kan have alt fra 8 huller i de mindste modeller til 16 huller i de største. Et enkelt fabrikat (C. A. Seydel Söhne) producerer også kromatiske mundharmonikater (markedsført som "NONSLIDER Chromatic") hvor de de to tonerækker/toneplader har hvert sit sæt af blæsehuller. Derved undgås "skyderen" og der er ikke behov for ventiler. Det gør det muligt at bruge blues-teknikker i højere grad end normalt på en kromatisk mundharmonika.
'Basmundharmonika'
En mundharmonika, der er særlig dyb. Man puster kun i en basmundharmonika.
'Akkordmundharmonika'
En meget lang mundhharmonika, hvor man har en lang række akkorder til rådighed.
'Oktav mundharmonika'
En mundharmonika med to metalblade til hver tone, der er stemt med en oktavs mellemrum. Findes i flere former med forskelligt antal huller.
'Tremolo mundharmonika'
Har i lighed med oktavharpen to blade for hver tone, men de er stemt næsten ens med en ikke-hørbar forskel, derved fremkommer der en tremoloeffekt.